# محمد عدنان كاتبي
محمد عدنان كاتبي (ولد 1950 م) أديب ومؤرِّخ وداعية إسلامي، اهتمَّ بدراسة تاريخ مدينة حلب.

## مولده ونشأته[2]
ولد في مدينة حلب حيّ (الكلاسة) في 24 آذار عام 1950 م، وتلقى تعليمه الأساسي في إحدى مدارس الحي الابتدائية، ثم انتسب إلى الثانوية الشرعية عام 1963 م وتخرج فيها حاملاً شهادة الثانوية الشرعية عام 1970 م
ثم حصل على شهادة الثانوية العامة (الفرع الأدبي) عام 1971 م، انتسب بعدها إلى جامعة حلب كلية الآداب (فرع اللغة العربية) عام 1971 م، وتخرج فيها حاصلاً على شهادة الإجازة في (علوم اللغة العربية وآدابها) عام 1975 م
ثم انتسب إلى جامعة دمشق كلية التربية عام 1975 م وتخرج فيها حاملا شهادة (دبلوم التأهيل التربوي) عام 1976 م.
حصل على إجازات في علوم الحديث الشريف وباقي العلوم الشرعية والعربية من الشيخ محمد زين العابدين الجذبة والشيخ محمد درويش الخطيب والشيخ محمد علي الصابوني والشيخ صالح أحمد رضا.

## عمله ووظائفه
- عمل مدرساً لمادة اللغة العربية في ثانويات حلب.
- إماماً وخطيباً ومدرساً في عدد من مساجد المدينة.
- أميناً للمقتنيات الأثرية في الجامع الأموي الكبير وقاعة العرض في المكتبة الوقفية.
- مفتشاً دينياً في دائرة الأوقاف الإسلامية في مدينة حلب.
- مديرا معاوناً للتعليم الشرعي في دائرة الأوقاف الإسلامية في مدينة حلب.
- أسس معهداً لحفظ القرآن الكريم والعلوم الشرعية والعربية في مدينة بورصة.
- شارك في عدد من المؤتمرات والندوات العلمية والأدبية المحلية والعربية.
- نشر عدداً من المقالات والأبحاث في بعض الصحف المحلية والعربية.

## مؤلفاته وآثاره
1. (تاريخ الإفتاء في حلب الشهباء).[3] صدر عن دار التراث في حلب عام 2002 م.
2. (الشيخ محمد جميل العقاد، دراسة في حياته وشعره).[4] صدر عن دار فصلت في حلب عام 2004 م.
3. (علماء من حلب في القرن الرابع عشر)[5]، وهو كتاب حاصل على جائزة أفضل كتاب[2] ألف عن مدينة حلب بمناسبة اختيارها عاصمة للثقافة الإسلامية لعام 1427 هـ ـ 2006 م صدر في حلب عام 2008 م.
4. (التعليم الشرعي ومدارسه في حلب في القرن الرابع عشر الهجري).[6] صدر عن جامعة حلب عام 2008 م.
5. (رمضان منهج متكامل في تربية الفرد وبناء المجتمع).[7] صدر في حلب عام 2010 م.

## نشاطاته

#### البرامج والجمعيات
- قدم برنامج رمضان منهج متكامل في بناء الفرد وتربية المجتمع على موقع يوتيوب.[8]
- عضو رابطة العلماء السوريين.
- عضو الجمعية السورية لتاريخ العلوم عند العرب في حلب.
- عضو جمعية الجغرافيين السوريين في حلب.
- عضو مجلس إدارة جمعية دار الهجرة السورية في بورصة.
- رئيس مكتب الإصلاح الأسري في مدينة بورصة التركية.
- أمين سر مجلس مشايخ بورصة وأمين لجنة الفتوى فيها.

#### الندوات العلمية والفكرية
- الندوة الدولية الحادية عشرة للمكتب الدائم لاتحاد جمعيات المكتبات في بلاد الشام التي أقامها الاتحاد بالاشتراك مع الأمانة العامة لاحتفالية حلب عاصمة الثقافة الإسلامية ومديرية الثقافة بحلب وجمعية المكتبات والمعلومات الأردنية وجمعية العاديات والجمعية السورية للمكتبات والوثائق بعنوان (دور المكتبات والتوثيق في الثقافة الإسلامية) في المركز الثقافي بحلب عام: 2006 م.[1]
- الندوة التي أقامتها احتفالية حلب عاصمة الثقافة الإسلامية، بعنوان: (العلامة الشيخ محمد جميل عقاد)، في المركز الثقافي في حلب، عام: 1427 هـ ـ 2006 م.
- الندوة التي أقامتها احتفالية حلب عاصمة الثقافة الإسلامية، بعنوان: (الحركة العلمية والأدبية في حلب زمن الأيوبيين)، في جامعة حلب، عام: 1428 هـ ـ 2007 م.
- الندوة التي أقامتها جامعة حلب بمناسبة افتتاح كلية الشريعة، بعنوان: (جهود علماء حلب في خدمة العلوم الإسلامية)، عام: 1428 هـ ـ 2007 م.
- الندوة التي أقامتها جامعة حلب، بالاشتراك مع جامعة (غازي عنتاب)، في تركيا بعنوان: (الأوقاف الإسلامية في حلب وغازي عنتاب)، عام: 2009 م.
- الندوة التي أقامتها مديرية الأوقاف بحلب، في المكتبة الوقفية بعنوان: (التوعية الصحية حول مرض السل ودور العلماء المسلمين فيها)، عام: 2010 م.
- الندوة التي أقامتها مديرية الأوقاف بحلب، في قاعة المحاضرات بجامع الإيمان بعنوان: (الأخلاق الإنسانية وعلاقتها بالعقيدة)، عام: 2011 م.
- ورشة العمل التي أقامتها مديرية الأوقاف بحلب، بالاشتراك مع بعض الجمعيات الأهلية بعنوان: (الإعاقة الجسدية ودور المجتمع الإسلامي برعايتها)، عام: 2011 م.

## الجوائز والتكريم
- حصل على جائزة أفضل كتاب ألف عن مدينة حلب بمناسبة اختيارها عاصمة للثقافة الإسلامية لعام 1427 هـ ـ 2006 م.[9]